# Almirante Lynch (1890)
Almirante Lynch – chilijska kanonierka torpedowa z końca XIX wieku, pierwsza jednostka typu Almirante Lynch. Okręt został zwodowany w 1890 roku w stoczni Cammell Laird w Birkenhead, a w skład Armada de Chile wszedł w tym samym roku. Podczas wojny domowej w Chile w 1891 roku, „Almirante Lynch” zatopił za pomocą torpedy fregatę pancerną „Blanco Encalada”. W 1910 roku nazwę kanonierki zmieniono na „Tomé”. Jednostka została wycofana ze służby w 1919 roku i następnie złomowana.

## Projekt i budowa
Kanonierki torpedowe typu Almirante Lynch zostały zamówione przez rząd Chile w Wielkiej Brytanii . Okręty miały stalowy kadłub, taranowy dziób, podniesioną część dziobową i rufową, dwa maszty i dwa kominy . „Almirante Lynch” zbudowany został w stoczni Cammell Laird w Birkenhead. Stępkę okrętu położono w 1889 roku, a zwodowany został w 1890 roku .

## Dane taktyczno-techniczne
Okręt był kanonierką torpedową o długości między pionami 70,1 metra, szerokości 8,38 metra i zanurzeniu 2,53 metra . Wyporność normalna wynosiła 713 ton . Siłownię okrętu stanowiły dwie maszyny parowe potrójnego rozprężania o łącznej mocy 4532 KM, do których parę dostarczały cztery kotły lokomotywowe . Prędkość maksymalna napędzanego dwiema śrubami okrętu wynosiła 20,3 węzła. Okręt zabierał zapas 100 ton węgla.
Na uzbrojenie artyleryjskie okrętu składały się trzy pojedyncze działa kalibru 76 mm Armstrong L/40 (3 cale) i cztery pojedyncze 3-funtowe działa kal. 47 mm Hotchkiss M1885 L/40 . Broń torpedową stanowiło pięć pojedynczych wyrzutni kal. 356 mm: jedna stała na dziobie i cztery obracalne na pokładzie .
Kanonierka miała stalowy pancerz pokładowy oraz opancerzoną wieżę dowodzenia, o grubości 1 cala (25,4 mm) .
Załoga okrętu składała się z 87 oficerów, podoficerów i marynarzy .

## Służba
Okręt został przyjęty w skład Armada de Chile w 1890 roku . 23 kwietnia 1891 roku, podczas bitwy w Zatoce Caldera, „Almirante Lynch” zatopił za pomocą torpedy fregatę pancerną „Blanco Encalada”, co stanowiło pierwszy przypadek zatopienia torpedą jednostki tej klasy. W 1900 roku kanonierkę poddano modernizacji, podczas której wymieniono kotły lokomotywowe na kotły wodnorurkowe typu Belleville, a także zdemontowano w całości uzbrojenie artyleryjskie, instalując w zamian sześć pojedynczych dział 6-funtowych kal. 57 mm Vickers L/50 . W 1910 roku nazwę okrętu zmieniono na „Tomé” . Jednostkę wycofano ze służby w 1919 roku i następnie złomowano .